# Republic F-84F Thunderstreak
Republic F-84F Thunderstreak je bil ameriški enomotorni reaktivni lovski bombnik, ki je prvič poletel 3. junija 1950, v uporabo pa je vstopil maja 1954. Zasnovan je bil na podlagi F-84 Thunderjeta, je pa imel F-84F za razliko puščičasta krila. Poganjal ga je turboreaktivni motor Wright J65, na nivoju morja je lahko dosegel Mach 0,91 - 1119 km/h. Verzija RF-84F Thunderflash se je uporabljala za izvidništvo oz. fotografiranje iz zraka.

## Specifikacije (F-84F)
Splošne karakteristike
- Posadka: 1
- Dolžina: 43 ft 4¾ in (13,23 m)
- Razpon kril: 33 ft 7¼ in (10,25 m)
- Višina: 14 ft 4¾ in (4,39 m)
- Površina kril: 325 ft² (30 m²)
- Teža praznega letala: 13830lb (5200 kg)
- Naložena teža: lb (kg)
- Maks. vzletna teža: 28000 lb (12701 kg)
- Pogon letala: 1 × Wright J65-W-3 turboreaktivni motor, 7220 lbf (32,2 kN)

 Zmogljivost 
- Maks. hitrost: 695 mph (604 vozlov, 1119 km/h, Mach 0,91) na nivoju morja
- Doseg: 810 milj (704 nmi, 1304 km) bojni radij z dvema odvrgljivima rezervoarjema
- Višina leta: 46000 ft (14000 m)
- Hitrost vzpenjanja: 8200 ft/min (42 m/s)
- Obremenitev kril: 86 lb/ft² (423 kg/m²)

Oborožitev

- 6× .50 in (12.7 mm) M2 strojnice
- Do 6000lb (2727 kg) bomb in raket, možna tudi oborožitev z jedrsko bombo Mark 7

Letalska elektronika

- A-1CM ali A-4 namerilnik z APG-30 ali MK-18 radarjem